# Scettro e Mano della Giustizia

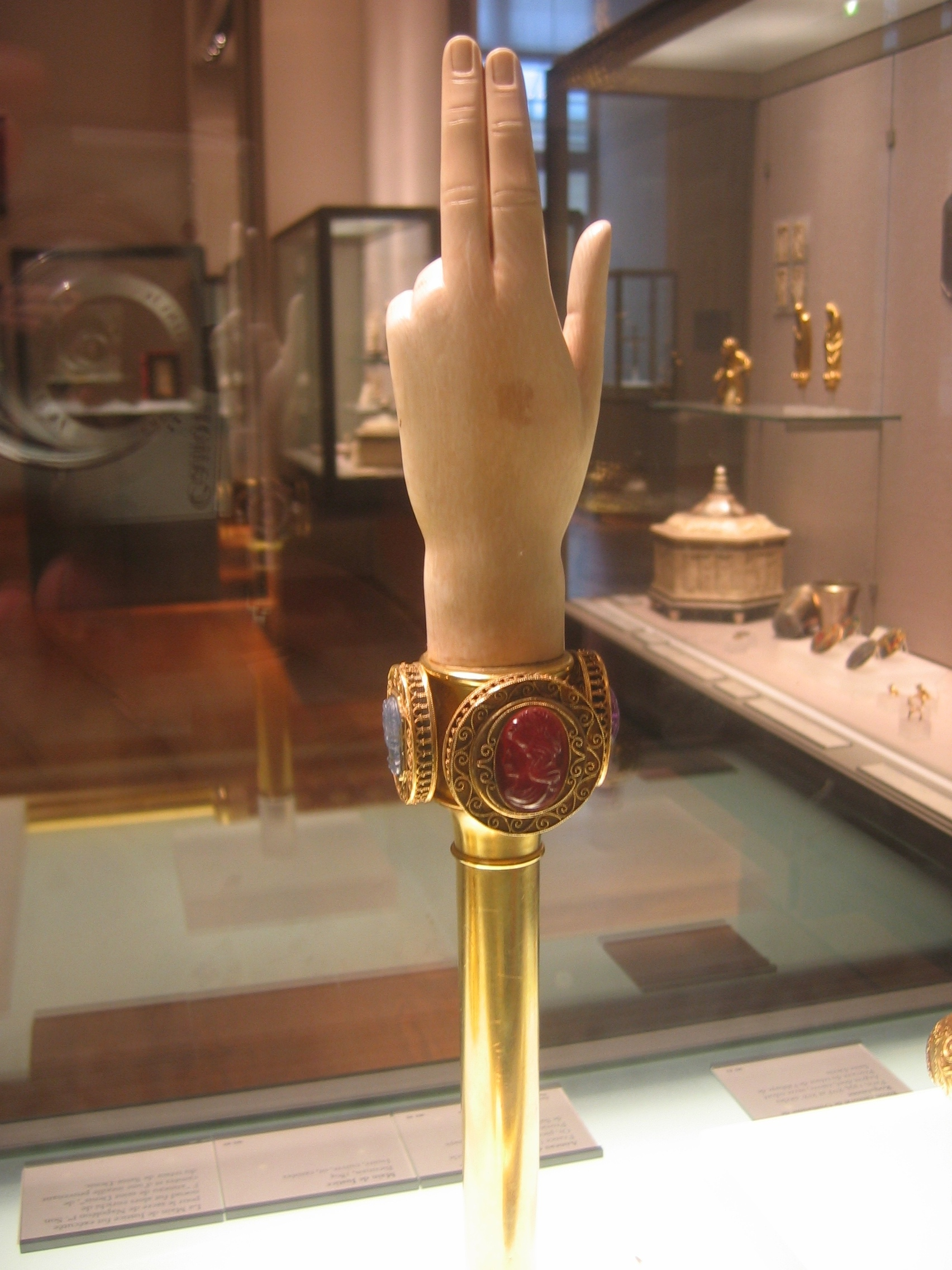
La Mano della Giustizia, simbolo del potere regale francese (Museo del Louvre)

Lo Scettro e Mano della Giustizia (Sceptrum et Manus Iustitiae in latino) era una costellazione creata da Augustin Royer nel 1679 per onorare il re Luigi XIV di Francia. Era costituita da alcune stelle che oggi appartengono alla Lucertola e alla parte occidentale di Andromeda.
A causa del nome piuttosto scomodo, negli anni successivi alla costellazione furono dati vari altri nomi, come Scettro Imperiale (Sceptrum Imperiale), Stellione (Stellio; una particolare lucertola mediterranea) o semplicemente Scettro (Scettro), mentre Johannes Hevelius sulla sua mappa celeste ricoprì la zona con una delle catene che imprigionano Andromeda e con una nuova costellazione, la Lucertola. Le connessioni con un'altra costellazione che verrà ad occupare tale zona, le Glorie di Federico, non sono chiare, ma entrambe raffiguravano gli attributi regali di due sovrani allora regnanti.